# Gynoplistia dimidiata
Gynoplistia dimidiata är en tvåvingeart som beskrevs av Alexander 1922. Gynoplistia dimidiata ingår i släktet Gynoplistia och familjen småharkrankar. Inga underarter finns listade i Catalogue of Life.